# Mike Beedle
Mike Beedle fue un físico teórico estadounidense que, más tarde, se convirtió en ingeniero de software. 
Fue uno de los coautores del Manifiesto Ágil, y Scrum. Posteriormente, acuñó el término "Enterprise Scrum", un marco para escalar las prácticas y los beneficios de Scrum en organizaciones enteras. Desarrolló sus ideas en un enfoque basado en lienzos.

## Manifiesto ágil
En 2001, se publicó el Manifiesto para el desarrollo ágil de software, cuyos autores son 17, entre ellos, Beedle. Había sido invitado por Martin Fowler y Robert C. Martin debido a su participación en Scrum y la comunidad de patrones organizacionales. 
Beedle fue uno de los primeros en implementar Scrum después de Jeff Sutherland y Ken Schwaber, y colaboró en la redacción del artículo de patrones de Scrum, el segundo artículo.
El podcast Agile Uprising ha publicado una entrevista con Beedle de la estación de esquí Snowbird, donde colaboró en la creación del Manifiesto Agile. Beedle recordó que había propuesto el término "Ágil" que, finalmente, se filtró a través de un proceso de selección con los otros signatarios:
“Les puedo decir que se me ocurrió esa palabra (ágil) porque estaba familiarizado con el libro Competidores ágiles y organizaciones virtuales. Habíamos propuesto Adaptive, Essential, Lean y Lightweight. No queríamos usar Adaptive porque Jim Highsmith le había dado esto a una de sus obras. Essential sonaba demasiado orgulloso. Lean ya había sido tomado. Nadie quería ser un peso ligero. Hicimos esto tarde en el segundo día y tomó solo unos minutos decidir sobre esto".

## Scrum
Fue el segundo en adoptar Scrum y contribuyó al desarrollo del marco al implementarlo en sus empresas y asesorar a otras organizaciones en la misma dirección.
La idea principal detrás de Scrum era crear un equipo que se asemejara a la vida artificial, un robot o un sistema adaptativo, que se adaptaría y aprendería a través de la "inteligencia social". Mike Beedle tenía un doctorado. en Física, y su tesis de maestría fue sobre sistemas caóticos y no lineales. La unión de estos dos conceptos permitió a Beedle y a otros dos compañeros suyos, Ken Schwaber y Jeff Sutherland, “crear un equipo al borde del caos”. Ambas direcciones apuntaban al mismo objetivo: crear un equipo hiperproductivo que funcionara como un sistema adaptativo al borde del caos a través de patrones.
En 2001, Beedle trabajó con Ken Schwaber para describir detenidamente la metodología en el libro Agile Software Development with Scrum. El enfoque de Scrum para planificar y gestionar el desarrollo de productos conlleva una autoridad para la toma de decisiones al nivel de las propiedades y evidencias de la operación.

## Obras
- Mike Beedle; Martine Devos; Yonat Sharon; Ken Schwaber; Jeff Sutherland. SCRUM: An extension pattern language for hyperproductive software development (el segundo artículo publicado).[4]
- Ken Schwaber, Mike Beedle (2002). Agile Software Development with Scrum. ISBN 9780130676344[6]

## Muerte
Beedle fue asesinado en Chicago en un supuesto robo.
Después de su muerte, el creador de Scrum, Jeff Sutherland, publicó: "La comunidad Scrum y Agile perdió un gigante este fin de semana. Mike Beedle fue un amigo cercano e inspiración para muchos de nosotros".
Scrum Alliance dijo: "Mike y sus empresas han presentado Scrum, Enterprise Scrum y Business Agility a decenas de miles de personas y miles de empresas, brindando capacitación, consultoría, tutoría y entrenamiento. Es el creador del marco Enterprise Scrum y fue el primer CEO en administrar una empresa completa de una manera ágil utilizando Enterprise Scrum. Fue orador principal en innumerables conferencias Agile y Scrum en todo el mundo".